# کونتور سینقا (ایاکوچو)
کونتور سینقا (به اسپانیایی: Kuntur Sinqa) یک کوه در پرو است که در منطقه آیاکوچو واقع شده‌است.